# The Blind Leading the Blind
The Blind Leading The Blind (с англ. — «Слепой ведёт слепого») — второй студийный альбом украинской метал-группы 1914, выпущенный 11 ноября 2018 года на лейбле Archaic Sound. Дата выхода приурочена к 100-летию со Дня перемирия — окончания Первой мировой войны. 31 мая 2019 года альбом был переиздан лейблом Napalm Records.

## Отзывы критиков
The Blind Leading The Blind получил положительные отзывы музыкальной прессы. Критики оценили подход группы к осмыслению событий Первой мировой войны. Роберт Мюллер из Metal Hammer писал в своей рецензии: «украинцам удалось сделать впечатляюще компетентное дэт-металлическое заявление о ключевом событии 20-го века со своим вторым альбомом, который понимает войну не только как эстетическая фантазия об угасании, но ищет, находит и оценивает человеческие нюансы между шквалом музыки». Также отмечалось удачное использование фрагментов из военных фильмов и музыки тех времён, которые создают особоую атмосферу.
Похвалы удостоилась и музыкальная составляющая альбома. Критики подмечали гармоничное сочетание дум-, блэк- и дэт-метала, которое создаёт меланхоличное и «обречённое» настроение песен, а сочетание в них быстрых и медленных частей позволяет последним звучать более весомо и «сокрушительно». Кристиан Поп в своей рецензии для сайта Metal.de описывал атмосферу альбома как «мрачную, депрессивную и гнетущую», также отметив часто меняющийся темп песен, из-за чего альбом не звучит монотонно. Дом Лоусон в рецензии для Blabbermouth крайне высоко отзывался об альбоме, пожытожив в конце: «The Blind Leading The Blind говорит о том, что у этой группы есть потенциал перерасти андерграунд и сделать Украину более заметной на мировой метал-карте».

## Список композиций
| №                   | Название                                     | Длительность |
| ------------------- | -------------------------------------------- | ------------ |
| 1.                  | «War In»                                     | 1:14         |
| 2.                  | «Arrival. The Meuse-Argonne»                 | 6:20         |
| 3.                  | «A7V Mephisto»                               | 8:13         |
| 4.                  | «High Wood. 75 Acres of Hell»                | 5:27         |
| 5.                  | «Beat the Bastards» (кавер на The Exploited) | 5:02         |
| 6.                  | «Hanging on the Barbed Wire»                 | 2:28         |
| 7.                  | «Passchenhell»                               | 7:01         |
| 8.                  | «C'est mon dernier pigeon»                   | 5:22         |
| 9.                  | «Stoßtrupp»                                  | 6:13         |
| 10.                 | «The Hundred Days Offensive»                 | 10:01        |
| 11.                 | «War Out»                                    | 1:55         |
| Общая длительность: | Общая длительность:                          | 59:16        |

## Участники записи
1914
- 2-я дивизия, 147-й пехотный полк, старший лейтенант Дитмар Кумар (наст. имя Дмитрий Тернущак) — вокал
- 37-я дивизия, полк полевой артиллерии № 73, вахтмистер Лиам Фессен (наст. имя Алексей Фисюк) — гитара
- 5-я дивизия, Уланенский полк № 3, сержант Виталис Винкельхок (наст. имя Виталий Виговський) — гитара
- 9-я дивизия, гренадерский полк № 7, унтер-офицер Армин фон Хайнессен (наст. имя Армен Оганесян) — бас-гитара
- 33-я дивизия, 7-й тюрингский пехотный полк. № 96, рядовой Расти Потоплахт (наст. имя Ростислав Потопляк) — ударные

Приглашённый музыканты
- Дэвид Ингрэм — дополнительный вокал в песне «Passchenhell»

Производственный персонал
- Олег Рубанов — звукоинженер
- Александр Баклунд — сведение
- Владимир Чебаков — обложка